# Carl Gustaf Bielke
Carl Gustaf Bielke, född 1683, död 1754, var en svensk greve. Son till Nils Bielke.
Efter akademiska studier påbörjade han en militär bana där han slutade som generalmajor i kavalleriet. Under Karl XII:s krig var han mest sysselsatt med rekrytering och utbildning av trupp i Småland och Uppland, men han gjorde en viktig insats i samband med försvaret av Stockholm 1719. Samma år blev han diplomatisktsändebud i Paris i ett försök att få de europeiska stormakternaatt ingripa i kriget med Ryssland.
Han blev landshövding i Västernorrlands län 1727 där han bland annat verkade för att förbättra landsvägarna. Vid denna tid omfattade länet även nuvarande Gävleborgs och Jämtlands län. Efter ett tiotal års tjänstgöring som landshövding blev han 1739 president i Statskontoret. Bielke var även politiskt engagerad i flera av frihetstidens riksdagar och tillhörde Mösspartiet.
Carl Gustaf Bielke är även känd för sin stora boksamling, bestående av mer än 8 000 tryck inom en rad olika ämnen, exempelvis teologi, naturvetenskap, juridik och medicin. Även reseskildringar, kartverk och böcker om befästningskonst finns representerade. Bielke köpte stora delar av sin boksamling på auktioner, framförallt i Uppsala och Stockholm, men många böcker köptes också in på resor och förvärvades som gåvor. Samlingen blev genom arv till Erik Brahe 1755 en del av Skoklosters slotts bibliotek.
Han ägde bland annat Salsta slott, vid Vattholma, cirka 2,5 mil norr om Uppsala i Uppland.
Carl Gustaf Bielke gifte sig den 25 april 1705 i Stockholm med sin sysslings dotter, grevinnan Brita Sofia Horn af Marienborg, född 6 april 1679, död 1728 i Gävle, Gävleborgs län. Hon var dotter till amirallöjtnanten, friherre Gustaf Horn af Marienborg (1651–1686) och friherrinnan Jakobina Catharina Lilliehöök (1658–1696). De blev föräldrar till sju barn, varav en dotter dog vid 16 års ålder och två blev vuxna. De två syskonen, som blev vuxna, var båda födda 1706. 
- Sonen Nils Bielke var född 17 januari 1706 i Stockholm, död barnlös 12 juni 1765 i Rom. Redan vid sexton års ålder blev han utnämnd till kammarherre, flyttade över till Frankrike och övergick i Strassburg till katolska läran. Naturaliserad i Frankrike, begav han sig till Rom, blev där 1735 påvlig kammarherre och två år därefter senator av Rom, ett slags ceremonimästareplats, som tillförsäkrade sin innehavare lika rang och värdighet med kardinalerna. Han innehade denna befattning i tjuguåtta år. Han blev Malteserriddare 1740. Han gifte sig 27 augusti 1727 i Stockholm med Hedvig Elisabet Sack, dotter till överstelöjtnanten Carl Filip Sack och grevinnan Christina Beata Lillie.
- Dottern Eva Bielke var född 14 december 1706 i Stockholm, död 18 december 1778 i Stockholm. Hon gifte sig 11 november 1722 med sin broders svåger, kanslirådet Johan Gabriel Sack.
- Dottern Christina Sigrid Bielke var född 5 maj 1710 i Paris, död 27 januari 1726 på Salsta slott vid Vattholma, norr om Uppsala.